# کلیسای سارگیس مقدس (برد)
کلیسای سارگیس مقدس (ارمنی: Սուրբ Սարգիս եկեղեցի؛ انگلیسی: St. Sarkis) یک کلیسا متعلق به کلیسای حواری ارمنی واقع در شهر برد، استان تاووش ارمنستان می‌باشد. ساخت و ساز این ساختمان در سده ۱۷ام میلادی؛ به پایان رسید. این بنا به سبک معماری ارمنی طراحی شده است.